# Санта-Клара-а-Веля
Санта-Клара-а-Веля (порт. Santa Clara-a-Velha; МФА: [ˈsɐ̃.tɐ ˈkɫa.ɾɐ-ɐ-ˈvɐ.ʎɐ]) — парафія в Португалії, у муніципалітеті Одеміра. Розташована в південній частині країни, на теренах історичної португальської провінції Алентежу. Входить до складу округу Бежа. За адміністративним поділом, чинним до 1976 року, терени парафії були складовою провінції Нижнє Алентежу. Належить до Безької діоцезії Католицької церкви. Патрон — Клара Ассіська. Площа — 99,7805 км². Населення — 602 ос. (2011). Слабо урбанізований регіон. Густота населення — 6,03 осіб/км²
. Код — 021104.

## Населення
| Кількість мешканців | Кількість мешканців | Кількість мешканців | Кількість мешканців | Кількість мешканців | Кількість мешканців | Кількість мешканців | Кількість мешканців | Кількість мешканців | Кількість мешканців | Кількість мешканців | Кількість мешканців | Кількість мешканців | Кількість мешканців | Кількість мешканців |
| ------------------- | ------------------- | ------------------- | ------------------- | ------------------- | ------------------- | ------------------- | ------------------- | ------------------- | ------------------- | ------------------- | ------------------- | ------------------- | ------------------- | ------------------- |
| 1864                | 1878                | 1890                | 1900                | 1911                | 1920                | 1930                | 1940                | 1950                | 1960                | 1970                | 1981                | 1991                | 2001                | 2011                |
| 1 402               | 1 473               | 1 630               | 1 816               | 1 774               | 2 482               | 2 885               | 3 540               | 3 224               | 3 243               | 2 608               | 1 797               | 948                 | 780                 | 602                 |